# Batu Rijal
Batu Rijal is een bestuurslaag in het regentschap Dharmasraya van de provincie West-Sumatra, Indonesië. Batu Rijal telt 1582 inwoners (volkstelling 2010).